# Mannichswalde
Mannichswalde ist ein Ortsteil der Stadt Crimmitschau mit 617 Einwohnern auf 655 Hektar Fläche.

## Geschichte
Historischen Überlieferungen zufolge war der Ort eines der slawischen Rodungsdörfer, welche als Folge der deutschen Ostexpansion um 1200 entstanden. Die Siedlungsstruktur ist charakteristisch für ein Waldhufendorf.
Von großer Bedeutung für das Dorf war das im 14. Jahrhundert entstandene Rittergut. Für 1712 ist Reinhard Edler von Planitz als Grundbesitzer datiert. Im ausgehenden 18. Jahrhundert gehörte es nach umfangreichen Forschungen des genealogischen Verein Herold zu Berlin zeitweise der Familie von Dieskau, die ebenso Kirchenpatrone waren. Besitzer wurde dann durch Hochzeit der Christiane Caroline Ernestine von Dieskau mit einem Major von Steglitz dessen briefadelige Familie, die von Stieglitz, eine ursprünglich bürgerliche protestantische Familie des so genannten Leipziger Patriziats, 1765 nobilitiert. Der Major Christian Wilhelm Adolph von Stieglitz war Lehnträger von Mannichswalde. Die örtliche Gerichtsbarkeit nannte sich amtlich Adel. Stieglitz`sches Gericht. Der spätere sächsische Generalleutnant Thuisko von Stieglitz wurde auf Mannichswalde geboren. Die Gutsbesitzerfamilie machte Karriere im Staatsdienst, stellte Geheime Finanzräte und Oberlandjägermeister, Militärs und mit Kurt von Stieglitz einen sächsisch-altenburgischen Kammerherrn. Er war zeitweilig erster Vorsitzender der Verbandes „Vereinigte Deutsche Kartoffelprüfungs-Stationen“ und gab begleitend Literatur zum Fachthema heraus. Mitte des 19. Jahrhunderts wurde der Gutsbetrieb durchgehend von Inspektoren geleitet, die sich gleichfalls mit der Personalpolitik beschäftigte und Volontärstellen ausschrieb. Um 1872 ließen die Stieglitz ein neues Herrenhaus errichten. Auch setzten sich die Familienangehörigen nachweisbar früh für den Artenschutz in der heimatlichen Region ein. Eine weitere Vertreterin dieses Geschlechts war die letzte Gutsherrin, respektive Mitinhaberin, Caroline Elisabeth Gräfin von Schwerin-Zinzow, geborene Priŝka von Stieglitz (1883–1966). Im Jahre 1929 hatte der Ort 423 weibliche Einwohnerinnen, 334 männliche Einwohner, gesamt 757. Die Nachfahren der Familie von Stieglitz müssen das Rittergut vor 1932 veräußert haben. Zeitgleich wird beweislich ein Rüdiger von Hagen als Rittergutsbesitzer geführt, obwohl sich später in den genealogischen Standardquellen des Gothaischen Hofkalenders und der Genealogischen Handbücher des Adels dazu keine näheren Vita-Daten finden. Daher ist momentan davon auszugehen, dass die Adelsfamilie von Hagen (Neumark) nicht dauerhaft im Besitz oder Pacht bis 1945 blieb und sich nachfolgend auf ihre kleinen Besitzungen im ostbrandenburgischen Altgaul sowie auf das so genannte Stadtgut Kloster Hiddensee konzentrierte. Lediglich in den Zöglingsverzeichnissen der Ritterakademie Brandenburg finden sich Belege das der nachmalige Oberregierungsrat Rüdiger von Hagen von ca. 1930 bis 1942 als Pächter von Mannichswalde agierte. Von Hagen saß 1944 wegen der Beteiligung seines Bruders Albrecht von Hagen am 20. Juli 1944 in Haft, war 1949 kurz Kurator der Universität Greifswald, dann erneut in Haft beim NKWD und flüchtete über Berlin in die Bundesrepublik.
Das Gut wurde allerdings in den Jahren 1948/1949 im Zuge der Bodenreform teilweise abgerissen. Der letzte, inzwischen stark verfallene Teil der Anlage, welcher zu DDR-Zeiten u. a. noch den Kindergarten beherbergte, wurde 2011/12 abgebrochen.
Die Freiwillige Feuerwehr des Ortes wurde 1933 gegründet, ihre Geschichte reicht aber bis ins Jahr 1884 zurück. Sie zählt auch heute noch zu den am modernsten ausgestatteten Feuerwehren des Kreises. Der Mannichswalder Karnevalsverein (MKV) ist weithin bekannt und feierte im Jahr 2014 seine 60. Saison.
Die Haupterwerbszweige des Ortes waren seit jeher ländliches Handwerk und Gewerbe sowie die Landwirtschaft. Einige Handwerksbetriebe haben sich über Generationen bis heute erhalten. Zusätzlich konnten sich durch die günstigen klimatischen und landschaftlichen Bedingungen Fremdenverkehrsbetriebe etablieren.

### Ortsname
Bereits 1396 tauchte der Ortsname das erste Mal auf. Der Besitzer von ebenjenem Rittergut trug den Namen Hans von Weissenbach zu Manigßwaldt.
Über die genaue Entstehung der Bezeichnung ist man sich nicht im Klaren. Besonders einleuchtend klingt allerdings die Bedeutung Rodungssiedlung eines Manning, wobei Manning hier für Mann, Mensch oder aber auch Hermann stehen könnte.
Weitere Schreibweisen sind: im 15. Jahrhundert Manigswalde und von Mitte des 18. Jh. bis zum Ende des 19. Jh. Mannichswalda.

### Zugehörigkeit
Die Zugehörigkeit von Mannichswalde hat sich in den letzten hundert Jahren mehrfach geändert: Bis 1918 gehörte Mannichswalde zum Ostkreis des ehemaligen Herzogtum Sachsen-Altenburg und zum dortigen Amt Ronneburg. Aus dem Herzogtum entstand der Freistaat Sachsen-Altenburg. Mit dem Zusammenschluss der thüringischen Freistaaten 1920 zum Land Thüringen kam der Ort zum 1922 neugebildeten Landkreis Gera. Im Zuge der umfassenden Kreisreform 1952 in der DDR wurde Mannichswalde dem Kreis Werdau im Bezirk Chemnitz bzw. Karl-Marx-Stadt angeschlossen. Dieser ging mit der politischen Wende 1990 in den Freistaat Sachsen auf und Mannichswalde wurde schließlich 1994 zur Stadt Crimmitschau eingemeindet, die zum heutigen Landkreis Zwickau gehört.

## Kultur und Sehenswürdigkeiten
2011/12 wurde in einem flacheren Anbau des zuletzt abgerissenen, ehemaligen Rittergutsgebäudes, nach Abtragung vom Obergeschoss und Umbau, der neue Jugendclub des Dorfes eingerichtet. Die nach dem Abriss freigewordene Fläche bildet nun als Festwiese, zusammen mit dem Ensemble aus Kirche, Feuerwehrhaus und Jugendclub, den passenden Platz für das öffentliche Leben im Dorf.
Bereits 1929 wurde im ehemaligen Rießteich ein öffentliches Freibad angelegt. Seit 1994 existiert an dieser Stelle ein modernes Erlebnisbad, das in Kombination mit dem angeschlossenen großzügig angelegten 4-Sterne-Campingplatz zu den bedeutendsten Ausflugszielen der Region gehört.
Das einzige jetzt noch vorhandene Baudenkmal des Ortes ist die im Zentrum gelegene Chorturmkirche, die 1620 errichtet wurde. Ihre Orgel stammt von Christoph Opitz.